# Rava-Rus'ka
Rava-Rus'ka (in ucraino Рава-Руська?, in polacco Rawa-Ruska; in yiddish ראווע ) è una città dell'Ucraina (8 494 abitanti) situata nel distretto di Leopoli, nell'oblast' di Leopoli. Ospita l'amministrazione della comunità territoriale di Rava-Rus'ka, una delle comunità territoriali dell'Ucraina.
Sorge ad 8 km ad est dalla frontiera con la Polonia, lungo l'arteria internazionale Varsavia-Leopoli.

## Geografia
Rava-Rus'ka sorge nell'Ucraina occidentale, a 52 km a nord-ovest di Leopoli.

## Storia
Rawa-Ruska fu fondata nel 1455 dal principe polacco Władysław I di Płock, duca di Bełz e Masovia, che chiamò l'insediamento come la sua sede regionale, Rawa Mazowiecka, situata più a ovest. Grazie alla strategica posizione lungo la rotta mercantile da Lublino a Leopoli, il nuovo insediamento si sviluppò rapidamente. Per secoli Rawa ha fatto parte del Regno di Polonia e del Confederazione polacco-lituana. Rimase in mani private di diverse famiglie szlachta consecutive, come i Głogowski, i Suchodolski, i Rzeczycki e i Bogusz. Nel 1622 la città ricevette dal re di Polonia il permesso di organizzare fiere in base al diritto di Magdeburgo. Nel 1672 qui ebbe luogo uno scontro tra le forze tatare di Crimea e quelle polacche guidate da Atanazy Miączyński il quale poi liberò centinaia di contadini fatti prigionieri. Nel 1698, Rawa fu sede di un incontro tra Pietro il Grande e Augusto il Forte, che portò al Trattato di Preobrazhenskoye del 1699.
Dalla prima spartizione della Polonia nel 1772 fino alla fine della prima guerra mondiale nel 1918, la città fece parte dell'Impero austriaco prima e dell'Austria-Ungheria poi. Fu sede del Distretto di Rawa Ruska, uno dei 78 Bezirkshauptmannschaften nella provincia austriaca della Galizia (terra della Corona) nel 1900. Nel 1880 la sua popolazione era di 10 500 abitanti, il 37% dei quali ebrei, il 35% polacchi, il 20% di tedeschi e il 7% di ucraini. Nel 1857 Rawa fu raggiunta dalla ferrovia proveniente da Jarosław, mentre l'anno successivo la linea raggiunse Sokal'. All'inizio del XX secolo, Rawa-Ruska divenne un importante snodo ferroviario, grazie all'apertura della linea per Leopoli e Rejowiec, costruita nel 1915.
Durante la prima guerra mondiale, tra il 6 e l'11 settembre 1914 Rava-Rus'ka, fu teatro di una clamorosa vittoria russa che pose fine alla prima campagna in Galizia. La 3ª armata russa riuscì infatti a sfondare con successo tra la 1ª e la 4ª armata austro-ungarica. La disastrosa sconfitta austro-ungarica consentì ai russi di occupare la Galizia orientale.
Dopo la rinascita della Polonia Rava-Rus'ka divenne parte del voivodato di Leopoli e sede della contea di Powiat Rawski. La linea da Leopoli a Rejowiec era di primaria importanza, in quanto collegava le due principali città della Polonia, Varsavia e Leopoli. A causa delle linee ferroviarie, Rava-Rus'ka prosperò e diverse attività commerciali operarono nella città. Nel 1924, una società belga aprì qui una fabbrica di traversine ferroviarie. Inoltre, nel periodo tra le due guerre Rava-Rus'ka ospitò la scuola principale della Guardia di Frontiera, che vi fu trasferita nel 1928 da Góra Kalwaria. La scuola aveva un dipartimento di addestramento dei cani da guardia, anch'esso situato a Rava-Rus'ka.
Secondo il censimento polacco del 1921, la popolazione della città era di circa 9 000 abitanti; dei quali il 42% era formato da polacchi, il 42% da ebrei e il 14% da ucraini. Nel 1938, la popolazione aumentò a 12 000 unità.
Il 14 settembre 1939, durante l'invasione della Polonia, Rava-Rus'ka fu conquistata dalla Wehrmacht. Le truppe tedesche lasciarono la città in pochi giorni in conformità con il trattato di frontiera tedesco-sovietico e così Rava-Rus'ka fu occupata dall'Armata Rossa. Un anno e mezzo dopo, il 28 giugno 1941, fu riconquistata dai tedeschi durante l'Operazione Barbarossa. Fu costituita la locale sezione della Milizia Popolare Ucraina. La cittadina fu quindi incorporata nel territorio del Governatorato Generale. Lo Judenrat è stato istituito nel luglio 1941. Nel marzo 1942 il vicino campo di sterminio di Bełżec iniziò le sue operazioni di sterminio. Alla fine del mese stesso il primo scaglione di 1 000 ebrei lasciò Rava-Rus'ka per Bełżec. Molti altri ebrei residenti furono uccisi a Bełżec in ulteriori deportazioni, solitamente organizzate dai tedeschi con l'assistenza della polizia ucraina e da volontari civili. Circa 5 000 ebrei polacchi di Rava-Rus'ka furono fucilati durante un'azione di liquidazione tra il 7 e l'11 dicembre 1942. Le ultime fucilazioni di massa di ebrei avvennero nel giugno 1943, durante le quali 300-400 ebrei furono uccisi in una foresta fuori dal villaggio.
Nel secondo dopoguerra la locale comunità polacca fu costretta ad abbandonare la cittadina e a trasferirsi ad ovest, nei territori recuperati. Tuttavia, Rava-Rus'ka rimane uno dei centri chiave della minoranza polacca in Ucraina, grazie anche alla presenza della sezione locale dell'Associazione della cultura polacca della terra di Leopoli.
Fino al 18 luglio 2020 Rava-Rus'ka apparteneva al distretto di Žovkva, abolito come parte della riforma amministrativa dell'Ucraina, che ha ridotto a sette il numero dei distretti dell'oblast' di Leopoli. L'area del distretto di Žovkva è stata fusa nel distretto di Leopoli.